# Tensoactivo

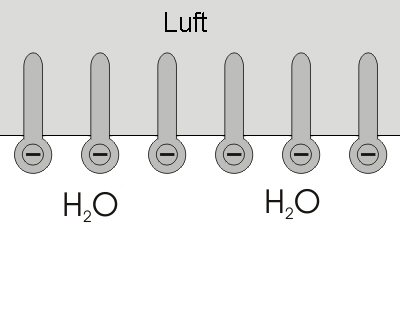
Capa superficial de un tensoactivo sobre una superficie de agua.

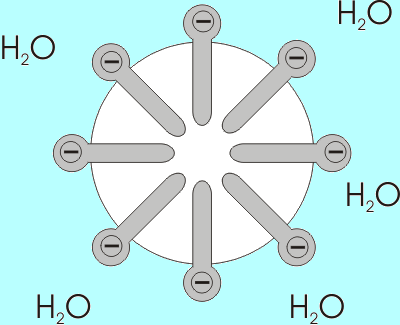
Micela.

Los tensoactivos o tensioactivos (también llamados surfactantes) son sustancias que influyen por medio de la tensión superficial en la superficie de contacto entre dos fases (p.ej., dos líquidos insolubles uno en otro). El término surfactante es un anglicismo, tomado de la palabra surfactant, que a su vez es un término que proviene de "Surface active agent" (agente activo de superficie). Cuando se utilizan en la tecnología doméstica se les denomina emulsionantes; esto es, sustancias que permiten conseguir o mantener una emulsión. En función de su mayor o menor dispersión en agua, y su mayor o menor estabilización de las micelas o coloides, los tensioactivos se emplean como emulsionantes, humectantes, detergentes o solubilizantes. 
Los tensoactivos también son utilizados con el fin de disminuir la cantidad de impurezas dentro de un proceso y así ofrecer una mayor calidad al producto.
Entre los tensoactivos se encuentran las sustancias sintéticas que se utilizan regularmente en el lavado, entre las que se incluyen productos como detergentes para lavar la ropa, líquidos lavavajillas, productos para eliminar el polvo de superficies, gel de ducha y champús. Fueron desarrollados en la primera mitad del siglo XX, y han suplantado ampliamente al jabón tradicional. Hoy día también se producen tensoactivos a partir de fuentes naturales por extracción, siendo algunos ampliamente aceptados en cosmética natural y biológica (poliglucósidos).

## Clasificación de los tensoactivos

### Según su estructura molecular
Las propiedades de los tensoactivos se obtienen a través de su estructura molecular. Los tensoactivos se componen de una parte hidrófoba o hidrófuga y un resto hidrófilo, o soluble en agua. Se dice que son Moléculas anfifílicas.
| Tensoactivos           | Grupo/s hidrófilo/s                                                                                |  |
| Tensioactivo no iónico | –OH (Alcoholes múltiples), –O– (Éter) o la combinación –O–CH2–CH2–OH (Ej. Alcohol graso etoxilado) |  |
| Tensioactivo aniónico  | –COO− (Carboxilato), –SO3− (Sulfonato) o –OSO3− (Sulfato)                                          |  |
| Tensioactivo catiónico | R4N+ (Amina cuaternaria)                                                                           |  |
| Tensioactivo anfótero  | principalmente –COO− (Carboxilato) y R4N+ (Amina cuaternaria)                                      |  |

Al contacto con el agua las moléculas individuales se orientan de tal modo que la parte hidrofóbica sobresale del nivel del agua, encarándose al aire, mientras tanto la parte hidrofílica se queda sumergida. Otro fenómeno es que las moléculas anfifílicas se alinean de tal manera que las partes hidrofílicas quedan de un lado y las partes hidrófobicas del otro lado, por lo que empiezan a formar burbujas,las partes hidrófobas quedan en el centro, y los restos solubles en agua quedan entonces en la periferia disueltos en el agua. Estas estructuras se denominan micelas.
La clasificación se fundamenta en el poder de disociación del tensoactivo en presencia de un electrolito y de sus propiedades fisicoquímicas. Pueden ser: iónicos o no-iónicos; y dentro de los iónicos según la carga que posea la parte que presenta la actividad de superficie serán: aniónicos, catiónicos y anfóteros.
Los iónicos, con fuerte afinidad por el agua, motivada por su atracción electrostática hacia los dipolos del agua, pueden arrastrar consigo a las soluciones de cadenas de hidrocarburos, por ejemplo el ácido pálmico, prácticamente no ionizable es insoluble, mientras que el palmitato sódico es soluble completamente ionizado.

#### Tensoactivos aniónicos
Entre todos los tensioactivos o surfactantes, los aniónicos son los que más se producen a escala industrial en cuanto a volumen. En cuanto a relación efectividad/precio son los mejores en general.
Por definición, la parte hidrofílica de la molécula del tensioactivo posee una carga negativa. Ésta suele tratarse de un grupo carboxilato, sulfato, sulfonato o fosfato.

#### Tensoactivos catiónicos
Por definición, la parte hidrofílica de estos tensioactivos posee una carga positiva. Estos tensoactivos suelen tener una alta adherencia en diferentes sustratos y una alta "persistencia" en esa adhesión. Un hecho experimental que caracteriza a estos compuestos es que cambia las propiedades superficiales y convierte una superficie hidrofílica en hidrofóbica y viceversa.
Las aminas de cadena larga y sus sales, tanto aminas cuaternarias como imidazolinas, tienen propiedades bactericidas y pueden matar diferentes microorganismos o al menos retrasar su crecimiento.

#### Tensoactivos no iónicos
Por definición, los tensioactivos no iónicos son tensioactivos que no contienen grupos funcionales disociables (ionizables) y, por lo tanto, no se disocian en el agua en iones. Como todo tensioactivo, se compone de una parte no-polar y una parte polar. Como una parte no polar es principalmente una cadena alifática (de entre C12-C18), aunque hay tensioactivos no iónicos no alifáticos. Los grupos polares suelen ser un grupo alcohol o éter.

#### Tensoactivos anfóteros
Por definición, son tensoactivos que poseen tanto un grupo catiónico como un grupo aniónico. El uso del término anfótero lo hace más restrictivo: La carga de la molécula debe cambiar con el pH, mostrando una estructura zwitteriónica a un pH en el cual la molécula no posea carga, sea neutra (punto isoeléctrico).

### Según su balance hidrófilo-lipofílico
El balance o equilibrio hidrófilo-lipofílico (HLB) de un tensioactivo es una medida del grado en el que es hidrófilo o lipófilo, determinado mediante el cálculo de los valores para las diferentes regiones de la molécula, como describe Griffin en 1949 y 1954. Se han sugerido otros método, en particular en 1957 por Davies.
Griffin ideó una escala arbitraria de valores para clasificar a los tensioactivos entre lipófilos, con valores de HLB bajos (de 1-8), e hidrófilos, con valores de HLB altos (9-18). Dentro de estos grupos se encuentran otros subgrupos debido a sus propiedades físico-químicas:
Todos los tensioactivos tienen propiedades humectantes, dispersantes, defloculantes, detergentes, emulsificantes, suspensores y solubilizantes en algún grado, pero, en general, domina una de ellas sobre las demás, lo cual restringe el uso de cada tensioactivo para una determinada aplicación.

### Solubilizantes
Un solubilizante es un compuesto anfifílico que permite preparar disoluciones acuosas, de concentración un tanto elevada, de sustancias inmiscibles o parcialmente miscibles con el agua.
Cuando un tensoactivo se disuelve o dispersa en agua, aquel queda absorbido en la superficie de ésta. Pero si la concentración de este es elevada, existirá un exceso de este que no puede ser absorbido en la superficie del líquido y que formará micelas. La solubilización puede ocurrir en un sistema que consta de un disolvente, un coloide de asociación (por ejemplo, un coloide que forma micelas), y al menos otro componente llamado solubilizador o solubilizante:

### Detergentes
Los detergentes son tensoactivos que se emplean para separar la suciedad de cualquier tipo de superficie.

#### Jabones
Los jabones se consideran de dos tipos: de tocador y de lavar. Los jabones de tocador más suaves llevan glicerina que es el que les da la suavidad, pero suelen realizarse con álcalis. Los jabones pueden llevar colorantes, grasas o aceites, perfumes y antisépticos. Los jabones duros se realizan con sosa o sales de sodio, mientras que los blandos con potasa o sales de potasio. Sin embargo la dureza depende de la cantidad de agua que se deje al producto final y del tipo de grasa empleada en la saponificación.
Una molécula de jabón tiene un extremo polar o iónico, mientras que el resto de la molécula es no polar; la cadena hidrocarbonada de doce a dieciocho átomos de carbono. El grupo polar tiende a hacer el jabón soluble en agua (hidrófilo) mientras que la porción no polar (hidrocarburo) tiende a hacerlo soluble en grasas (hidrófobo o lipófilo).
Las sustancias que disminuyen la tensión superficial de un líquido o la acción entre dos líquidos, se conoce como agentes tensoactivos. Los tensoactivos también pueden usarse para formular un «jabón» aunque no se produzcan por saponificación.
Las formulaciones líquidas para la ducha a partir de tensoactivos presentan, con respecto a los jabones sólidos, algunas ventajas:
- Son más higiénicas debido al acondicionamiento.
- Su utilización es más simple.
- Dejan la piel más suave y menos tirante después de la aplicación y el aclarado.

#### Detergentes sintéticos y naturales
La limitación de los jabones como agentes de limpieza ha dado impulso a la industria de detergentes o jabones tensoactivos. Actualmente se fabrican numerosos tensoactivos sintéticos y de origen natural que son utilizados en la industria cosmética.
Aunque estos compuestos varían considerablemente en su estructura química, las moléculas de todos ellos se caracterizan por tener una cadena hidrocarbonada no polar, soluble en grasas, y un extremo polar, soluble en agua. Es decir, son ambifílicos.
Estructuralmente los detergentes son de dos tipos:
1. Sales sódicas de los sulfatos de alquilo, derivados de los alcoholes de cadena larga.
2. Sales sódicas de los ácidos alquilbencenosulfónicos de cadena lineal, los sulfonatos de alquilbenceno lineal o "LAS" (Linear Alkylbenzene Sulfonates).

Según la carga de la molécula se pueden clasificar en:
- tensioactivos aniónicos: Contienen carga negativa en solución acuosa.

- tensioactivos catiónicos: Contienen carga positiva en solución acuosa.

- tensioactivos no iónicos: No se disocian en el agua, por lo que carecen de carga y apenas alteran la función barrera cutánea.

- tensioactivos anfóteros: Dependiendo del pH se comportan como aniónicos o catiónicos. Tienen capacidad para formar un ion tensioactivo con cargas tanto negativas como positivas, según el pH. En pH ácido se comportan como catiónicos. En pH básico, como aniónicos.

Los detergentes actúan en la misma forma que los jabones pero tienen ciertas ventajas sobre estos; son eficientes en aguas duras, porque los alquilsulfatos y los alquilsulfonatos de calcio y de magnesio son solubles en agua. Además, por ser sales de ácidos y de bases fuertes producen soluciones neutras, mientras que los jabones que son sales de ácidos débiles con bases fuertes producen soluciones ligeramente alcalinas.

### Emulsionantes
Un emulsionante, emulgente o emulsificante es un tensoactivo que permite la emulsión de un aceite en una disolución acuosa (emulsionante o/w) o de agua en una disolución orgánica (emulsionante w/o). Debido a la capacidad anfifílica de estos tensioactivos, cuyos HLB están cercanos a la parte central de la escala, son capaces de mezclar dos fases inmiscibles formando emulsiones estables.

### Humectantes
Un humectante es un tensioactivo con un HLB medio (se sitúa en la parte central de la escala). Cuando se disuelve en agua, hace disminuir el ángulo de contacto, mojando o humectando mayor proporción de superficie.

## Usos en droguería y cosmética
Los tensioactivos aniónicos son los ingredientes principales en los productos de acción desengrasante: champús, jabón de manos, gel de ducha, detergente lavadora, detergente lavavajillas, etc.
Los tensioactivos catiónicos se suelen utilizar como acondicionadores: mascarilla capilar, suavizante textil, etc.

### Aplicación en champú
En la fórmula de un champú se utilizan dos tipos de tensoactivos (o surfactantes):
- Tensoactivo primario: es el agente de limpieza más fuerte y más económico de la fórmula. Forma parte del 6 al 15% dentro de la misma.
- Tensoactivo secundario: funcionan como complemento de los tensoactivos primarios. Aportan características como viscosidad, espuma y suavidad en la formulación.

## Surfactante pulmonar
Se le llama así a una sustancia presente en los pulmones (específicamente en los alvéolos), compuesta principalmente por fosfolípidos (en un 80%, el predominante es la dipalmitoilfosfatidilcolina (DPPC)), lípidos neutros (8%) y proteínas (12%). Su principal función es reducir la tensión superficial alveolar. La DPPC por sí sola puede reducirla, pero los otros componentes son requeridos para facilitar la adsorción a la superficie y otros (como aumentar la defensa contra patógenos inhalados). También se utilizan estos compuestos, a veces sintetizados artificialmente, o extraídos de otros animales, en recién nacidos prematuros que requieren asistencia ventilatoria.

## Usos en alimentos
En la industria de los alimentos se utilizan sustancias con actividad superficial, para la preparación y estabilización de los diferentes sistemas dispersos de los que están compuestos los diferentes productos alimenticios, como son las mayonesas, los aderezos, el yogur para beber, licores en crema, helados, pan, embutidos, etc.
Estas sustancias facilitan la formación de estos sistemas por la disminución de la tensión superficial, las más utilizadas en alimentos con estas características, son las especies macromoleculares, como son las proteínas y los hidrocoloides,  estos se adsorben en la interfase y esto es lo que permiten que actúen como emulsificante, espumantes, lubricantes, dispersantes, etc.